# Mariakapel (Brachterbeek)

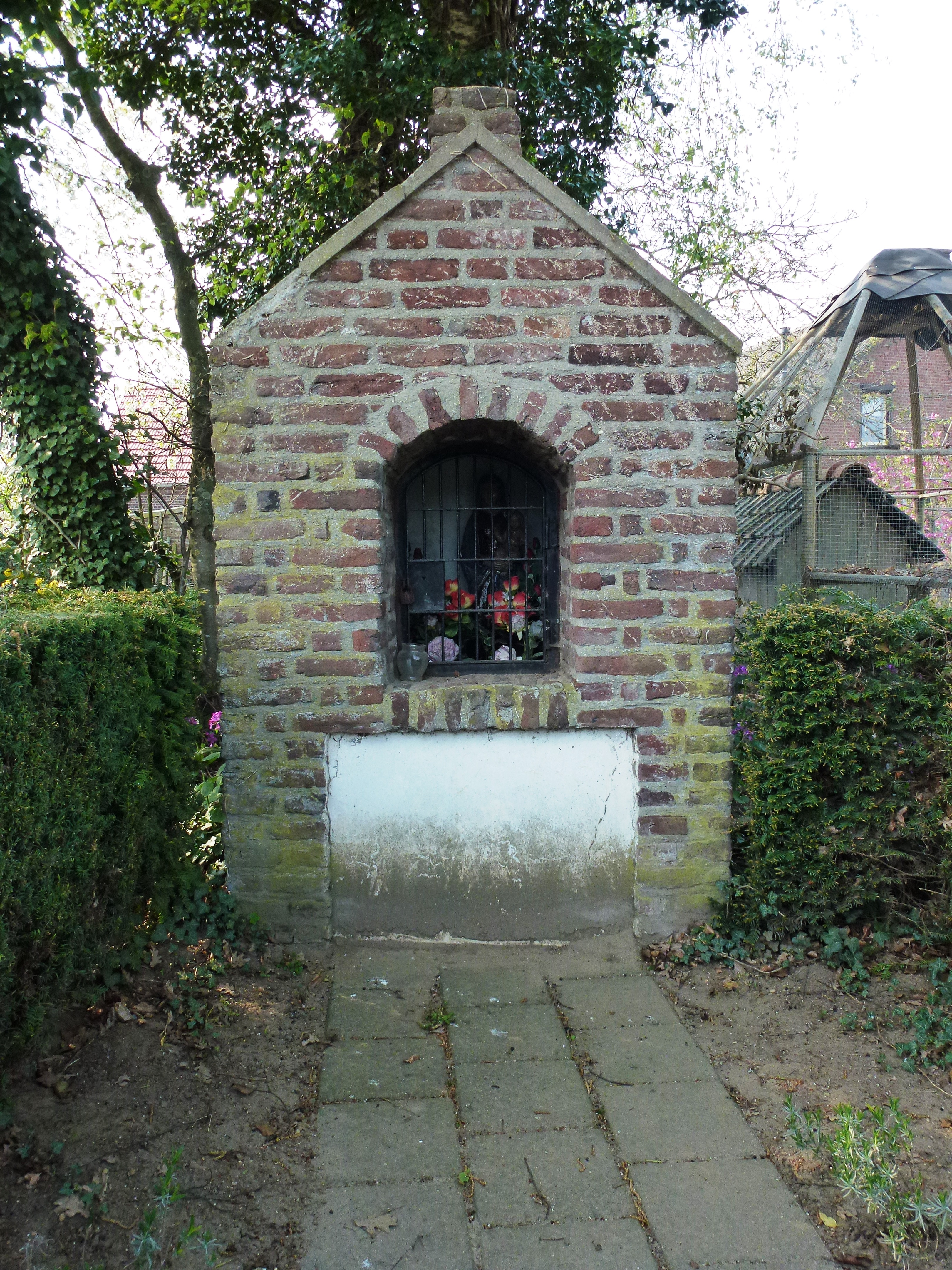
De Mariakapel

De Mariakapel is een kapel in Brachterbeek in de Nederlandse gemeente Maasgouw. De kapel staat aan de kruising van de Heerenweg met de Stationsweg aan de oostrand van het dorp. Op ongeveer 650 meter naar het noordwesten staat de Heilig Hart van Jezuskerk en op ongeveer kilometer naar het westen staat de Onze-Lieve-Vrouw-van-Loretokapel en op ongeveer 800 meter naar het noordoosten staat de Mariakapel bij de Linnermolen.
De kapel is gewijd aan Maria.

## Geschiedenis
In de 18e eeuw werd de kapel gebouwd.
In juli 1968 werd de kapel opgenomen in het rijksmonumentenregister.
In 1975-1976 werd de kapel herbouwd nadat ze door een vrachtwagen was aangereden.

## Gebouw
De bakstenen kapel is een niskapel gebouwd op een rechthoekig plattegrond. Het gemetselde dak van de kapel rust op een massieve onderbouw. De frontgevel is een tuitgevel met een gecementeerde lijst.
In de frontgevel bevindt zich de rondboogvormige nis die wordt afgesloten met een smeedijzeren hekje. In de nis staat een Mariabeeld en toont de heilige terwijl zij op haar linkerarm het kindje Jezus draagt.